# Cirò
Pour les articles homonymes, voir Ciro (homonymie).
Cirò est une commune italienne de la province de Crotone dans la région Calabre en Italie.

## Géographie
Cirò est un centre urbain situé sur le flanc d'une colline surplombant la mer Ionienne. Administrativement, elle se trouve dans la province de Crotone en Calabre.

## Histoire
De l'Antiquité jusqu'à la fin du Moyen Âge (encore à l'époque de Luigi Giglio), le village de Cirò porte le nom de Psycron.
- Site archéologique de l'ancienne ville grecque de Krimisa et les vestiges du temple d'Apollon aléus
- Le Château Carafa du Xe siècle

## Personnalités liées
- Luigi Giglio (1510-1576), médecin et astronome.
- Giovan Francesco Pugliese (1789-1855), historien et juriste.
- Emilio Pugliese (1811-1852), patriote et poète.
- Nicodemo Gentile (1969-), avocat, écrivain et personnalité de la télévision.

## Administration
| Période                                  | Période | Identité | Étiquette | Qualité |
| ---------------------------------------- | ------- | -------- | --------- | ------- |
|                                          |         |          |           |         |
| Les données manquantes sont à compléter. |         |          |           |         |

### Hameaux
L'Attiva, La Cappella, Santa Venere

### Communes limitrophes
Carfizzi, Cirò Marina, Crucoli, Melissa, Umbriatico